# 施皮茨霍利山
46°15′51.4″N 7°58′50.2″E / 46.264278°N 7.980611°E
施皮茨霍利山（Spitzhorli），是瑞士的山峰，位於該國西南部，由瓦萊州負責管轄，屬於本寧阿爾卑斯山脈的一部分，海拔高度2,737米，每年平均降雨量2,221毫米。